# Bath (Maine)
Bath is een plaats (city) in de Amerikaanse staat Maine, en valt bestuurlijk gezien onder Sagadahoc County.

## Geschiedenis
De oorspronkelijke bewoners, de Abenaki indianen, noemde het gebied Sagadahoc, wat 'mond van de rivier' betekent. De Kennebec rivier stroomt door dit gebied en werd door Samuel de Champlain als eerste verkend in 1605. De eerste nederzetting, Pophamkolonie, werd in 1607 gesticht. Dit was echter geen succes vanwege het gure winterklimaat en slecht leiderschap. De kolonisten bouwden wel het eerste zeewaardige schip op Amerikaanse bodem, genaamd Virginia of Sagadahoc en vertrokken daarmee terug naar Engeland. In 1608 werd de kolonie opgeheven.
Rond 1660 werd een hernieuwde poging tot kolonisatie gedaan. Ditmaal met meer succes, en de bewoners bleven. In 1753 werd de nederzetting onderdeel van Georgetown, maar ze ging vanaf 1781 zelfstandig verder onder de naam Bath.
Scheepsbouw was de belangrijkste economische activiteit. In 1743 bouwde Jonathan Philbrook de eerste twee schepen. Sindsdien zijn ongeveer 5.000 schepen te water gelaten en op het hoogtepunt waren meer dan 200 scheepsbouwers actief in de regio. In het midden van de 19e eeuw was Bath de op vier na grootste haven van de Verenigde Staten. De meeste bekende werf is de Bath Iron Works, opgericht in 1884 door Thomas W. Hyde en in 1995 overgenomen door het defensieconglomeraat General Dynamics.

## Demografie
Bij de volkstelling in 2000 werd het aantal inwoners vastgesteld op 9266.

## Geografie
Volgens het United States Census Bureau beslaat de plaats een oppervlakte van
34,3 km², waarvan 23,6 km² land en 10,7 km² water.

## Plaatsen in de nabije omgeving
De onderstaande figuur toont nabijgelegen plaatsen in een straal van 20 km rond Bath.